# 大御堂 (つくば市)
大御堂（おおみどう）は、茨城県つくば市筑波にある真言宗豊山派の寺院。山号は筑波山。本尊は十一面千手観世音菩薩。坂東三十三観音第25番札所。明治初年の神仏分離によりいったん廃寺となる。現在は東京都文京区大塚にある真言宗豊山派大本山護国寺の別院である。
本尊真言：おん ばざら たらま きりく そわか
ご詠歌：大御堂かねは筑波の峯にたて かた夕暮れにくにぞこひしき

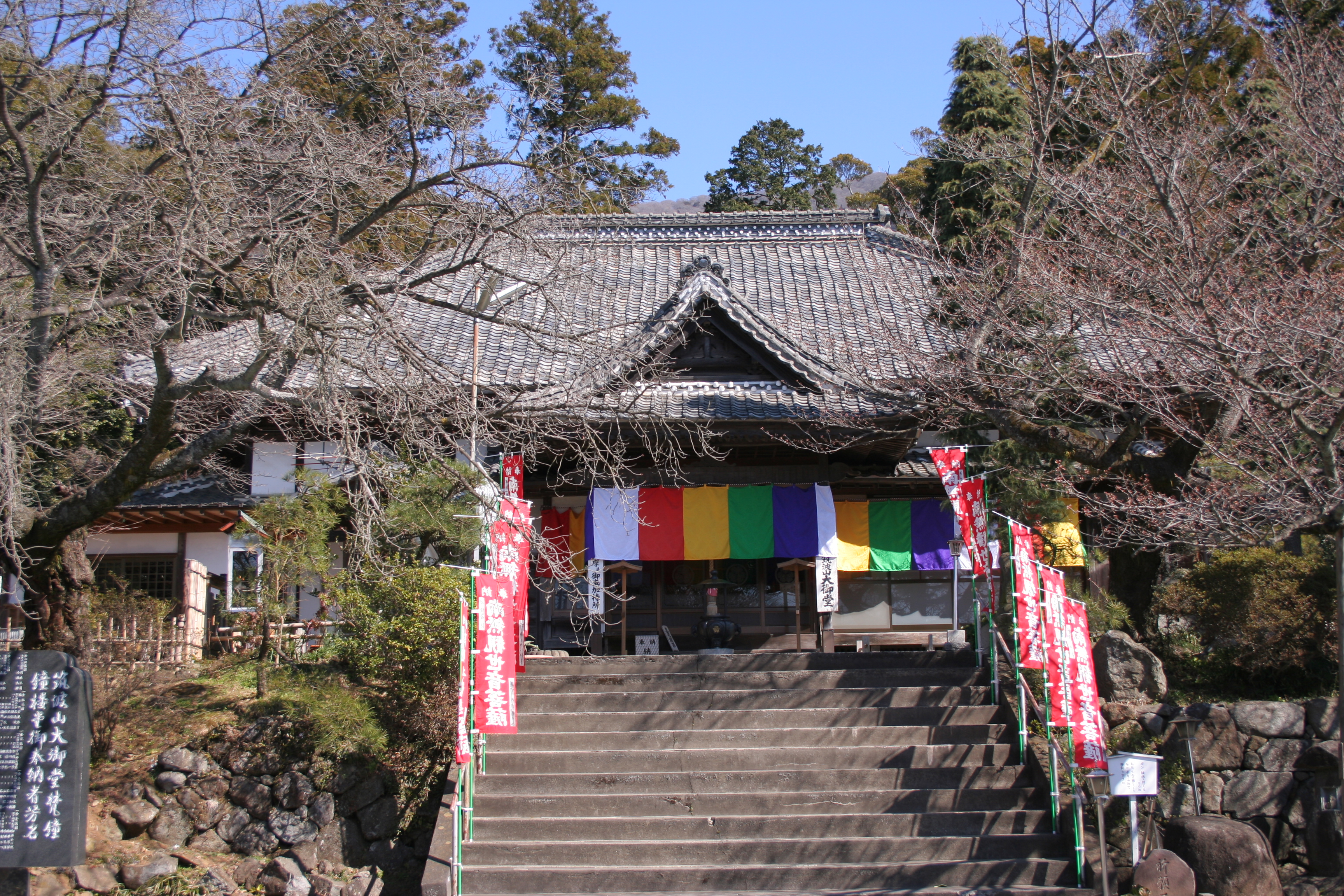
旧本堂（2007年3月）

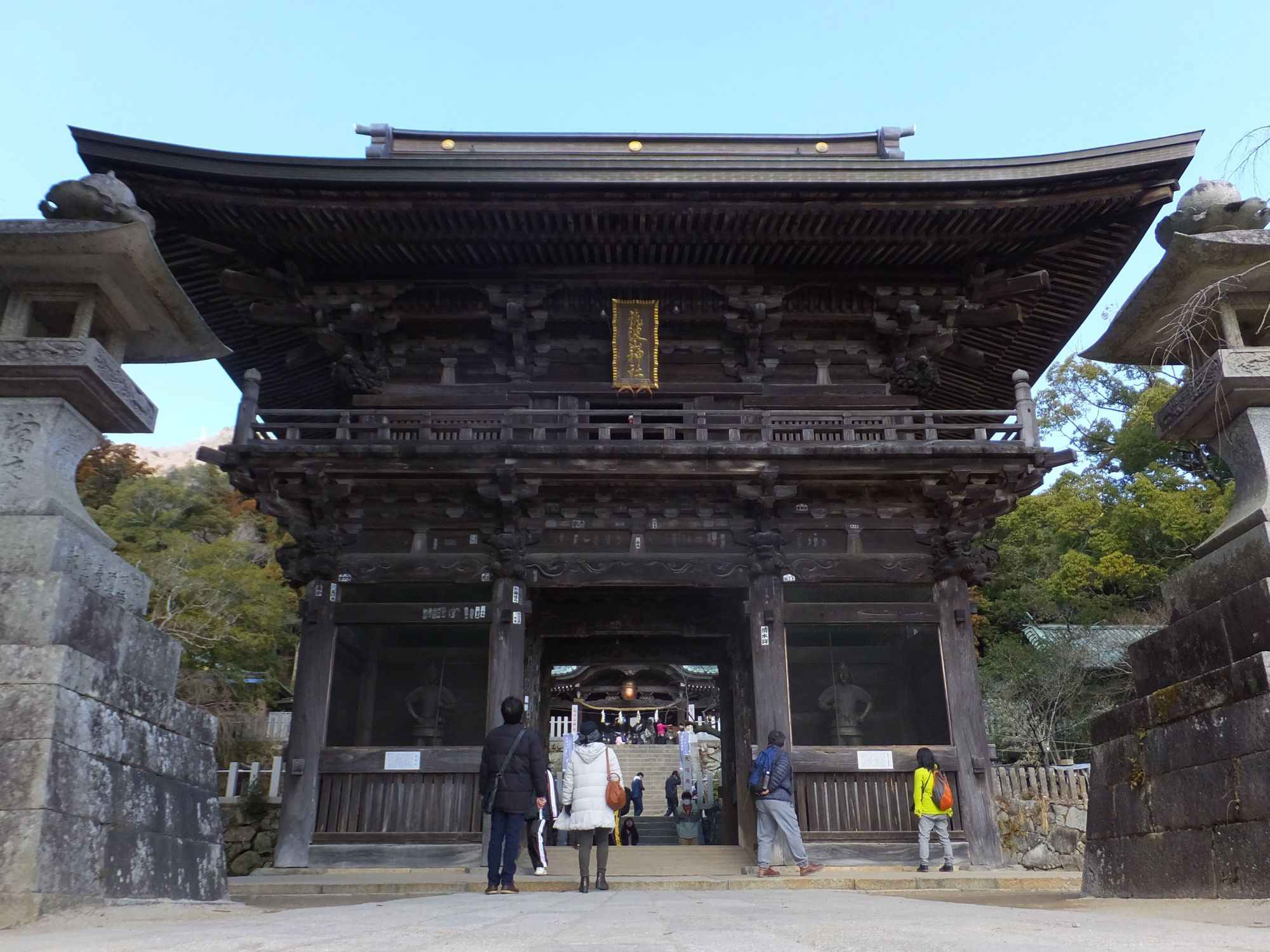
江戸時代の大御堂の仁王門（現筑波山神社随神門）

## 由緒
延暦年間（782年 - 806年）徳一（法相宗）の開山により古筑波山寺が創建され、その後空海が入山し知足院中禅寺と号したという。筑波山（筑波山神社）と神仏習合により信仰された。江戸時代には幕府、将軍家の祈祷を担っており、多くの寺領を有した。1688年（元禄元年）、幕府から知足院に江戸神田の地を与えられた（護持院と称する）。
1871年（明治5年）8月27日に廃仏毀釈に遭い、廃寺となるが、本尊は信者によって手厚く護られていた。

1930年（昭和5年）に再興され、護国寺の別院となる。2020年（令和2年）2月、新しい本堂が完成した。

### 大御堂の縁起
筑波山は古代から、その秀麗な山容などから、「神の山」として崇敬されていた。延暦元年（782）徳一上人が筑波山頂二社を再建、筑波大権現と称し、中腹に堂宇を建立して、本尊千手観音菩薩を安置、知足院中禅寺と号して始まる。弘仁年間（810-823）には、弘法大師によって真言密教の霊場となったともいわれる。
開山徳一上人、中興は応永元年（1394）元海上人、明応元年（1492）知足院第１世法印宥玄、７世宥俊は慶長七年寺領五百石を賜り、血脈法流１世となる。
第２世は光誉。元海までは天台宗であったが、明応元年から慶長まで真言宗の法脈が続き、幕府にも法脈が公認される。
江戸期には、宥俊が中興の祖として別当に補任され、慶長七年徳川家康より朱印五百石を賜る。２世光誉は江戸別院として建立されていた護摩堂（江戸知足院）の経営にあたり、江戸在府となり、以降江戸知足院が筑波山には院代を置き、寺務を執行させることになる。３代将軍家光は、筑波山造営を命じ、七堂伽藍の大寺院となった。

#### 知足院
平安、鎌倉時代の資料が残らないため、正確な知足院の建立年時を知ることはできないが、同時代の資料によって、知足院という名が見えてくる。知足院を確認できる最初は、明応七年（1498）のことである。
知足院とは中禅寺の別称としてではなく、中禅寺の衆徒や寺中と呼ばれた存在を示している。当時、大規模な山岳寺院では、衆徒の存在は普通であった。衆徒とは、上首の僧に率いられ学問・修行の他、さまざまな祈祷、寺院の運営に係わった僧侶たちを意味した。その僧侶たちによる組織が「院」や「坊」と称されていた。
室町時代半ば以降の筑波山では、同山を代表する組織（「院」）として、知足院が登場するようになる。実際の創建は相当古くまで遡るはずであるが、中禅寺の運営や行事のために、「院」号や「坊」号を名乗る衆徒らの組織が成立して活動を続ける中で、その主導の地位に立ったのが知足院であったと考えられる。この知足院が大御堂をはじめ、中禅寺内の伽藍や鎮守社などにおける法会や神事を執行していた。隆光上人の縁起によると、徳一上人が寺を「知足院中禅寺」と名付けたとされ、やがて、知足院は中禅寺寺務と呼ばれるようになり、別当（寺務を統括する長官に相当する僧職）へ転じていくこととなる。

#### 宗派の変化
法相宗であった徳一上人によって開山された知足院中禅寺は、平安時代中頃までに常陸一体で主流となった天台宗の影響を避けることはできず、その後、天台僧によって運営されていくこととなる。こうして室町時代半ばまでは筑波山は天台宗の山となった。しかし鎌倉時代の後半から南北朝時代にかけて、常陸の南西部から下総の北西部にかけた地域では、鎌倉新仏教や真言宗の新たな流れが起り、知足院中禅寺もこの流れに逆らえなかった。天台僧であった元海上人が真言宗へ改宗したのである。改宗した元海上人は、衆徒の推薦によって、知足院の住職に迎えられる。これをきっかけとして知足院中禅寺は真言宗の寺院へと変わっていく。中禅寺の寺務であった知足院は、新義真言宗の教学を普及させるだけではなく、筑波地域の新義真言宗の本寺（上方本寺の対としての田舎本寺）として強い影響力を持つ寺院に成長していく。

#### 知足院中禅寺の祈り
知足院の祈りは、特別の外護者のためでなく、天皇から民衆に至るまであらゆる身分の人々に向けられる。平安時代初期に始まる中禅寺は、中世になって特定の檀越（施主）の祈願や菩提を祈るために建立された寺々とは異なる、無縁の寺としての性格を確立していた。この分け隔てなくあらゆる身分の人々に向けられた千手観音のご加護が人々に恵み与え続け、繁栄をもたらし、人々の信仰心を育てていくことになる。

## 前後の札所
坂東三十三観音
24 楽法寺　--　25 大御堂　--　26 清滝寺 (土浦市)